# Остапенко, Александр Кириллович
Александр Кириллович Остапенко (бел. Аляксандр Кірылавіч Астапенка, 14 июля 1920, Сырская Буда, Гомельская губерния — 20 июля 1970) — белорусский поэт и литературовед.

## Биография
Родился 14 июля 1920 г. в селе Сырская Буда в крестьянской семье. До Великой Отечественной войны окончил 3 курса литературного факультета Минского педагогического института (1938—1941). Одновременно работал в редакции газеты "Звязда". Во время войны был редактором и диктором белорусской редакции Всесоюзного радиокомитета (Москва), участником сражений на Западном и Брянском фронтах. Летом 1943 года под Орлом был тяжело ранен. С осени 1943 г. снова работал на радио в Москве. Вернувшись в Минск, заведовал отделением литературы и искусства газеты "Красная смена" (1946—1947), отделением пионерской жизни журнала "Березка" (1947—1953). Член Союза писателей СССР (с 1947).

## Творчество
Выступал с рецензиями и статьями с 1940 года. Дебютировал со стихотворением в 1942 году. Автор сборников поэзии «Испытание» (1947, доработанное издание в 1980), «День моей Родины» (1952), «Избранное» (1957), «Сердце поёт» (1960). Некоторые стихи были положены на музыку.
В стихах прославлял воинский подвиг советского человека.
Переводил на белорусский язык произведения русских, украинских, литовских, латышских, немецких поэтов, в том числе Михаила Исаковского, Райниса, Павла Тычины, Людаса Гиры, а также грузинские сказки.

## Награды
Награждён орденом Отечественной войны II степени и медалями.